# Гриндилоу
Гриндилоу (Загрыбаст, англ. Grindylow) — водяная нечисть из легенд английского Йоркшира, болотно-зелёного цвета чудище с острыми рожками и длинными костлявыми пальцами.
Эти опасные создания обожают пруды и озёра, где можно схватить ребёнка, беззаботно играющего чересчур близко к воде, — и утащить его на дно.
В Ланкашире та же нечисть известна под именем Зеленозубой Дженни (англ. Jenny Greenteeth, Jinny Greenteeth). В других частях Англии её знают как Длиннорукую Нелли (англ. Nelly Longarms). Родственницей гриндилоу приходится и Колодезная Пег, обитающая в колодцах.

## В литературе
В серии романов Дж. К. Роулинг о Гарри Поттере гриндилоу — водяной чёрт. Гарри Поттер познакомился с ними в третьей книге на уроках профессора Люпина, вернее, у него в кабинете (этот факт Люпин затем использовал, чтобы опознать настоящего Гарри в седьмой книге). На экзамене в конце года блестяще прошёл тест-контроль, включавший и гриндилоу. В четвёртой книге во время второго задания на Турнире Трёх Волшебников гриндилоу нападали на участников под водой. Один из них утащил Флёр Делакур, и она не поспела к намеченному сроку к своей жертве.
Победить гриндилоу можно, сломав ему пальцы (их наиболее уязвимое место). Водяной народ, живущий в озере на территории Хогвартса использует гриндилоу в качестве сторожевого зверя, посадив их на цепь возле дома.
Также упоминалась в книге «Шрам» Чайны Мьевилла.